# Gedu Andargachew

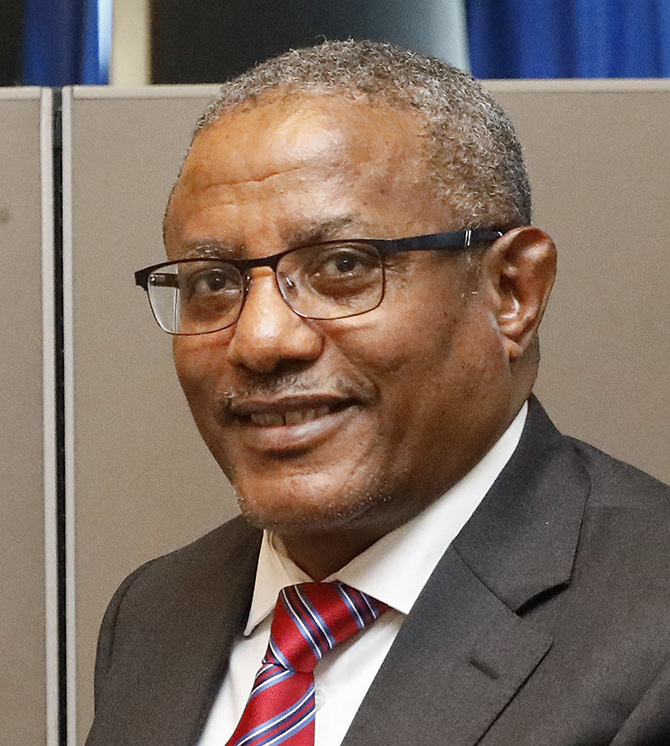

République fédérale démocratique d'Éthiopie
Gedu Andargachew (Ge'ez: ገዱ አዳርጋቸው) est un des 112 membres du Conseil de la Fédération éthiopien. Il est un des 17 conseillers de l'État Amhara et représente le peuple Amhara.
Il a été ministre des Affaires étrangères. En janvier 2024, il est assigné à résidence.